# Borditartessus casulaenis
Borditartessus casulaenis är en insektsart som beskrevs av Evans 1981. Borditartessus casulaenis ingår i släktet Borditartessus och familjen dvärgstritar. Inga underarter finns listade i Catalogue of Life.